# Watoto教會
Watoto教會，原为坎帕拉五旬节教会，是东非一间以英语聚会的社区教堂，總部設於東非的乌干达坎帕拉。 教会的愿景是“一个以英语为基础的社区教会 ，表揚基督，随着每个人的成长，以耶稣的爱感动周围的人，为城市和国家带来希望。”  Watoto在斯瓦希里语中意为“孩子”。 

## 历史
教會由加里•斯金纳（Gary Skinner）牧师和他的妻子玛丽琳•斯金纳（Marylin Skinner）创立，他们是现任牧师团队的负责人，并得到了各种校园牧师和其他部委领导的协助。 
Watoto教會是Watoto儿童保育部的所在地，该部协助乌干达的弱势儿童和妇女，以其Watoto兒童合唱團而闻名，该合唱团每年环游世界，传播福音并为他们的同胞筹集经济援助。
教會的愿景是继续扩大覆盖整个乌干达，甚至可能覆盖整个东非。 
沃托教堂每年都会制作圣诞节颂赞曲 。 每四年一次福音戏剧，称为《天堂之门》和《地狱的火焰》。这些表演是现场表演音乐，舞蹈，脚本剧，声音和灯光效果的混合体。颂赞曲一直持续到圣诞节前的一周。 
2007年，报纸《星期日异象》检查了十二个五旬节教会的账目，并欣然注意到KPC教會是仅有的两个经过专业审计的账目之一。 
Watoto 兒童村是仿照非洲人熟悉的傳統房屋設計而建。村內的房屋都是以九棟為一組，並提供每個基本家庭一切生活所需。每條 Watoto 兒童村都是以家庭為核心。Watoto 相信當孤兒和弱勢兒童被安置在一個充滿愛的家庭環境中，與愛他們的母親和兄弟姐妹一起時，孩子們會找到一個可以視為家的地方。 村內設有包含運動場和園景範圍的戶外空間，讓孩子們暢玩和發展社交技巧。